# Verband der Pädagogiklehrerinnen und Pädagogiklehrer
Der Verband der Pädagogiklehrerinnen und Pädagogiklehrer (VdP e.V.) ist eine Vereinigung von Lehrenden der pädagogischen Fächergruppe. Die Geschäftsstelle befindet sich derzeit in Wesel. Im VdP sind Lehrer organisiert, die Pädagogik, Erziehungswissenschaft bzw. Erziehungswissenschaften, Erziehungslehre, Didaktik-Methodik, Sozialpädagogik bzw. Sozialwesen an Gymnasien, Gesamtschulen, Berufsschulen, Berufskollegs, Beruflichen Gymnasien, Weiterbildungskollegs oder Akademien (Bayern) unterrichten. Gegründet wurde der VdP im Jahr 1979. Der derzeitige Vorsitzende ist Carsten Püttmann.
Die vom VdP herausgegebene Zeitschrift für Mitglieder heißt PädagogikUNTERRICHT(Zeitschrift).

## Arbeitsschwerpunkte
Ein zentrales Ziel des Vereins ist die inhaltliche und didaktische Weiterentwicklung der pädagogischen Fächergruppe. Das geschieht u. a. bei Fortbildungen und Fachdiskussionen sowie bei den Mitgliederversammlungen. Der Pädagogiklehrertag (PLT) findet seit 1990 als zentrale Fortbildungsveranstaltung für Pädagogiklehrer an einer deutschen Universität statt; er gehört zu den größten Lehrerfortbildungsveranstaltungen im deutschsprachigen Raum. Dieser jährlich stattfindende Kongress greift zentrale und aktuelle allgemeinpädagogische, schulpädagogische, didaktische und bildungspolitische Themen auf, die von Wissenschaftlern bearbeitet werden. Zu Aus- und Weiterbildungszwecken dokumentiert der VdP diese Veranstaltungen jeweils auf DVD.
Spezialisierte und auf deren Bedürfnisse abgestimmte Fortbildungen gibt es für Studienreferendare. Damit unterstützt der VdP auch die Ausbildung junger Pädagogiklehrer.
Eine Arbeitsgruppe fördert die praktische Arbeit des Lehrers mit Hilfe der Weiterbildungsinitiative Pädagogikunterricht (WIPU) durch jährlich zwei bis vier Fortbildungsveranstaltungen, um die fachdidaktische Differenzierung nach den konkreten Erfordernissen im jeweiligen pädagogischen Arbeitsfeld und im Kontakt mit den Lehrern zu ermöglichen.
Während der Fortbildungen werden wechselseitige Kontakte zwischen den Pädagogiklehrern ermöglicht, Initiativen gestartet und Problemfelder für die Weiterarbeit des Verbandes ausgemacht. Zudem gestatten diese Veranstaltungen den Gedankenaustausch zwischen den Kollegen aus den verschiedenen Bundesländern.
Wichtig für die Verbandsarbeit ist der regelmäßige Kontakt zu Verantwortlichen in Ministerien, den Bezirksregierungen und Fachkommissionen, um die Belange der Fächer der pädagogischen Fächergruppe zu vertreten. Darüber hinaus ist der regelmäßige Kontakt zu wissenschaftlichen Institutionen und Wissenschaftlern ein Anliegen. Es gehört auch zum Selbstverständnis des VdP, auf dem neuesten Stand fachwissenschaftlicher Diskussion zu sein.
Ein wesentliches Arbeitsfeld ist die Öffentlichkeitsarbeit. Im gesamtgesellschaftlichen Bereich findet pädagogische Grundbildung immer noch nicht die Anerkennung, die ihr als zentrales Praxisfeld zukommt. Im berufsbildenden Schulwesen ist der Erwerb pädagogischer Kompetenzen unbestritten und wird an den Berufsbildenden Schulen aller Bundesländer ermöglicht. Dass im Bereich häuslicher Erziehung und Bildung dieselben Fähigkeiten und Fertigkeiten erworben werden müssen, ist eine Forderung des VdP, die aber noch nicht in allen Kultusbehörden gleichermaßen gehört wird. Insbesondere der Bereich der Sekundarstufe I steht hier im Fokus.

## Geschäftsstelle
Organisatorisch werden sämtliche Veranstaltungen von der Geschäftsstelle betreut, insbesondere der jährliche Pädagogiklehrertag (PLT), der Referendartag sowie die WIPU-Veranstaltungen (Weiterbildungsinitiative Pädagogikunterricht). Durch sie werden alle vom VdP angebotenen Unterrichts- und Informationsmaterialien verschickt. Darüber hinaus stehen die Mitarbeiter der Geschäftsstelle den Mitgliedern beratend zur Verfügung. Informationen über das Unterrichtsfach Pädagogik werden aber auch an Nichtmitglieder und öffentliche Institutionen weitergegeben.

## Organisation der Publikationen
Bedeutende Teile der Arbeit des VdP sind sowohl die regelmäßigen Publikationen als auch die Organisation von Fortbildungen zu grundlegenden Themen des Unterrichts in der pädagogischen Fächergruppe. Diese beiden Aspekte sind eng miteinander verbunden, da viele Fortbildungen dokumentiert werden. Mitglieder erhalten z. B. oder können beziehen:
- DVDs von Pädagogiklehrer-Tagen (PLT), der größten Tagesveranstaltung eines Fachverbandes bundesweit; PLT ist die Jahreshauptversammlung des VdP in Verbindung mit differenzierten Fortbildungen zu aktuellen Themen in der Pädagogik in Kooperation mit Wissenschaftlern, die an herausragenden Projekten arbeiten.
- Propädix – die Materialreihe für den Pädagogikunterricht; es gibt 21 Bände[8]; deren Inhalte orientieren sich an den Fokussierungen des Zentralabiturs. Die Reihe enthält erprobte Unterrichtsprojekte zu aktuellen Themen.
- Die Fachzeitschrift PädagogikUNTERRICHT[9] ist seit 1980 das Organ des Verbandes der Pädagogiklehrer. Sie erscheint drei Mal im Jahr; eine der Nummern ist ein Doppelheft. Die Zeitschrift bietet fachliche und fachdidaktische Beiträge, Infos zur Lehrerlaufbahn sowie Nachrichten aus dem Bereich des Pädagogikunterrichts in Deutschland.
- Die Reihe Didactica Nova[10] – inzwischen gibt es 30 Bände – enthält Publikationen von Wissenschaftlern und Fachdidaktikern zum Forschungsstand.

Daneben vertreibt der Verband viele Infos und Materialsammlungen zum Pädagogikunterricht.

## Bildungspolitische Forderungen
Sehr alt ist die Forderung des VdP an die Kultusministerien der Länder, in allen Schulformen Deutschlands Pädagogik als obligatorisches Schulfach einzuführen: Pädagogik gehört neben Recht, Politik und Wirtschaft zu den vier großen gesellschaftlichen Praxisfeldern. Der damalige Vorsitzende Eckehardt Knöpfel (2004) verbindet die Forderung mit den Vorstellungen:
- Der Pädagogikunterricht vermittelt zentrales pädagogisches Wissen für den aktuellen und zukünftigen Lebensalltag der Schüler.
- Er fördert die Persönlichkeitsentwicklung.
- Er vermittelt Lernstrategien.
- Pädagogikunterricht vermittelt Kommunikations- und Teamfähigkeit, fördert Motivation, hilft bei Qualifizierungen und der Berufswahl.
- Pädagogikunterricht ist der Ort, an dem Schüler ihren eigenen Weg zu einer Identität finden.
- Der Pädagogikunterricht bietet die einmalige Chance, Bildung thematisch und systematisch zu reflektieren.

## Zusammensetzung der Mitglieder
Der VdP hat momentan ca. 2700 Mitglieder. Bei der Gründung war der VdP eine Vereinigung von Gymnasiallehrern, die das Fach Pädagogik in Nordrhein-Westfalen unterrichteten. Sehr schnell wurden auch Mitglieder aus anderen Bundesländern aufgenommen. Erst allmählich gesellten sich Kollegen aus dem Bereich der beruflichen Bildung hinzu. Vor allem durch das rasante Anwachsen der Schülerzahlen in den Beruflichen Gymnasien, in deren Bildungsplan Erziehungswissenschaft/Pädagogik ein häufig gewähltes Fach ist, kamen mehr Lehrer auch aus anderen Bundesländern zum VdP. Derzeit sind die Kollegen aus NRW immer noch in der Überzahl, aber die Gewichte verschieben sich. Mittlerweile stellt der VdP den bei Weitem größten Fachverband für Pädagogiklehrer in Deutschland dar. Es gibt auch Mitglieder in Österreich, der Schweiz und Italien (Südtirol).
In einzelnen Bundesländern vertreten Landessprecher des VdP die Interessen der Kollegen gegenüber den Behörden und der Öffentlichkeit. 
In einigen Bundesländern werden auch regionale Pädagogiklehrertage durchgeführt (z. B. in Berlin/Brandenburg, Hamburg, Bremen, Niedersachsen, Baden-Württemberg, Rheinland-Pfalz).

## Vorsitzende des Verbandes der Pädagogiklehrerinnen und Pädagogiklehrer e.V.
- 1977–1979 Jürgen Langefeld (Vorsitzender der Arbeitsgemeinschaft der Fachleiter/innen und Fachlehrer/innen Erziehungswissenschaft)
- 1979–1981 Jürgen Langefeld
- 1981–1986 Birgit Rauch
- 1986–1995 Jürgen Langefeld
- 1995–2005 Eckehardt Knöpfel
- 2005–2006 Michael Gebel
- 2006–2013 Christoph Storck
- 2013–2016 Elmar Wortmann
- 2016–heute Carsten Püttmann (gewählt bis 2022)